# Tara (rzeka w Rosji)
Tara (ros. Тара) – rzeka na pograniczu obwodów nowosybirskiego i omskiego w Rosji, prawy dopływ Irtysza. Ma 806 km długości, dorzecze - 18,3 tys. km².
Źródła na Równinie Wasiugańskiej. W swym biegu meandruje w słabo zarysowanej dolinie. Zasilanie mieszane z przewagą śniegowego. Średni przepływ na 108 km od ujścia - 40,8 m³/sek. Przy silnych mrozach przemarza na płyciznach. Żeglowna do Kysztowki, położonej na 350 km od ujścia. Przy wysokim stanie wód (kwiecień - czerwiec) żegluga jest możliwa jeszcze dalej w górę rzeki. Większe dopływy to: Icza, Górna Tunguzka, Dolna Tunguzka, Biergamak (wszystkie prawe).
Nad rzeką położone są miejscowości Kysztowka i Muromcewo.